# Julia Stemberger
 (juin 2022).
Si vous disposez d'ouvrages ou d'articles de référence ou si vous connaissez des sites web de qualité traitant du thème abordé ici, merci de compléter l'article en donnant les références utiles à sa vérifiabilité et en les liant à la section « Notes et références ».
Julia Sternberger (Vienne, 29 janvier 1965) est une actrice autrichienne.

## Biographie
Elle est la fille de Christa Schwertsik et la sœur de Katharina Stemberger, toutes deux actrices.
Mariée au violoniste Christian Altenburger de 1997 à 2007, ils ont eu pour fille l'actrice Fanny Altenburger (en).

## Filmographie

### Cinéma
- 1985 : Herzklopfen
- 1990 : Erwin und Julia
- 1991 : Die Strauß-Dynastie
- 1993 : Madame Bäurin
- 1993 : Swing Kids
- 1996 : Honigmond
- 1999 : Geboren in Absurdistan
- 2004 : Meine schöne Tochter
- 2009 : Geliebter Johann Geliebte Anna
- 2010 : Die verrückte Welt der Ute Bock

### Télévision
- 1986 - 2006 : Tatort
- 1987 : Mozart und Meisel
- 1993 : Highlander, saison 1, épisode 1-17
- 1993 : Die skandalösen Frauen
- 1993 : Les Aventures du jeune Indiana Jones, saison 2, épisode 8
- 1995 : Die Fernsehsaga
- 1995 : La Marche de Radetzky
- 1995 : Drei Sekunden Ewigkeit
- 1996 : Der Schattenmann
- 1997 : Freier Fall
- 1997 : Bernhardiner & Katz
- 1998 : Der König von St. Pauli
- 1998 : Quintett komplett
- 1998 : Der König, saison 3, épisode 2
- 2000 : Vor Sonnenuntergang
- 2000 : Andreas Hofer – Die Freiheit des Adlers
- 2002 : Mann, oh Mann, oh Mann!
- 2003 : Annas Heimkeh
- 2003 : Eine Liebe in Afrika
- 2004 : Käthchens Traum
- 2004 : Julie, chevalier de Maupin
- 2005 : Die Entscheidung
- 2005 : Hexenküsse
- 2005 : Die Ohrfeige
- 2005 : 11er Haus
- 2006 : Feine Dame
- 2006 : Unser Kindermädchen ist ein Millionär
- 2007 : Im Tal der wilden Rosen, épisode 5
- 2008 - 2011 : Die Stein
- 2010 : Der laufende Berg
- 2010 : Schatten der Erinnerung
- 2010 : Willkommen in Wien
- 2011 : Rosamunde Pilcher
- 2014 : Das Traumschiff: Perth
- 2014 : Inspektor Jury
- 2016 : Vorstadtweiber
- 2017 : Der Bozen Krimi
- 2017 : Marie-Thérèse d'Autriche
- 2018 : Südstadt
- 2019 : M – Eine Stadt sucht einen Mörder
- 2021 : Ein Sommer in Südtirol
- 2021 : Sissi

## Distinctions
En 1995, Julia Stemberger a obtenu un prix Romy : le prix du public de la meilleure actrice. En 1997 elle a remporté le Goldener Löwe de RTL, pour son rôle dans Freier Fall.